# Szczakowa
Szczakowa – dzielnica i część miasta Jaworzna w województwie śląskim. W latach 1933–1956 była samodzielnym miastem, a w latach 1934–1954 także siedzibą wiejskiej gminy Szczakowa.

## Toponimia
Pierwsze wzmianki o Szczakowej pochodzą z XV wieku (1427 r., Sczacowa). Nazwa pochodzi od średniowiecznej nazwy osobowej „Szczak”. Inne źródła podają również, że nazwa mogła wywodzić się od źródła wody szczawowej, które znajdowało się na obecnej Górze Piasku (pierwotne centrum osadnictwa wsi).
Nazwę miejscowości w obecnej polskiej formie Sczakowa wymienia w latach 1470–1480 Jan Długosz w księdze Liber beneficiorum dioecesis Cracoviensis. Długosz wymienia ją jako osobną miejscowość.

## Historia

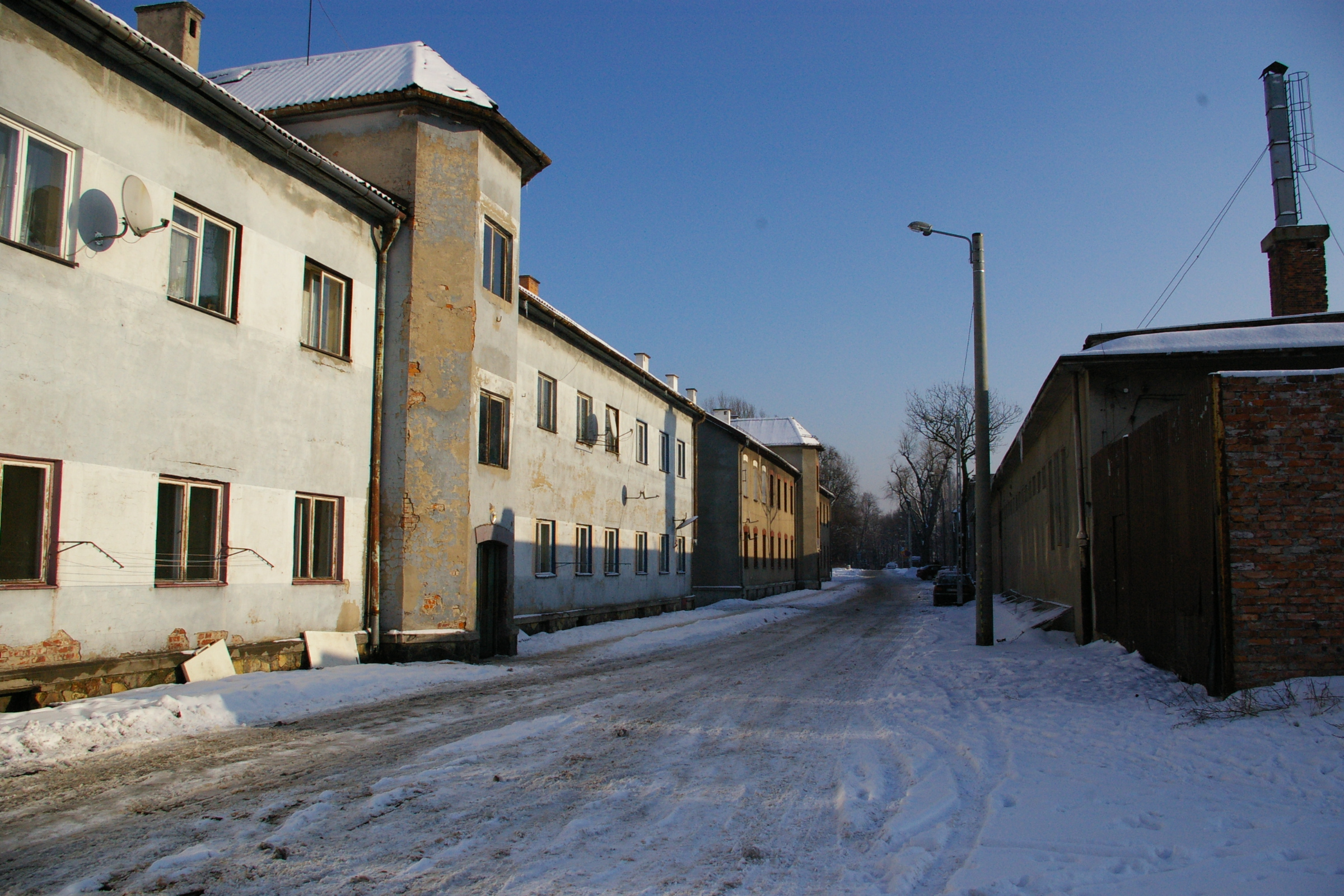
Dawne austro-węgierskie koszary w Szczakowej (2010 r.)

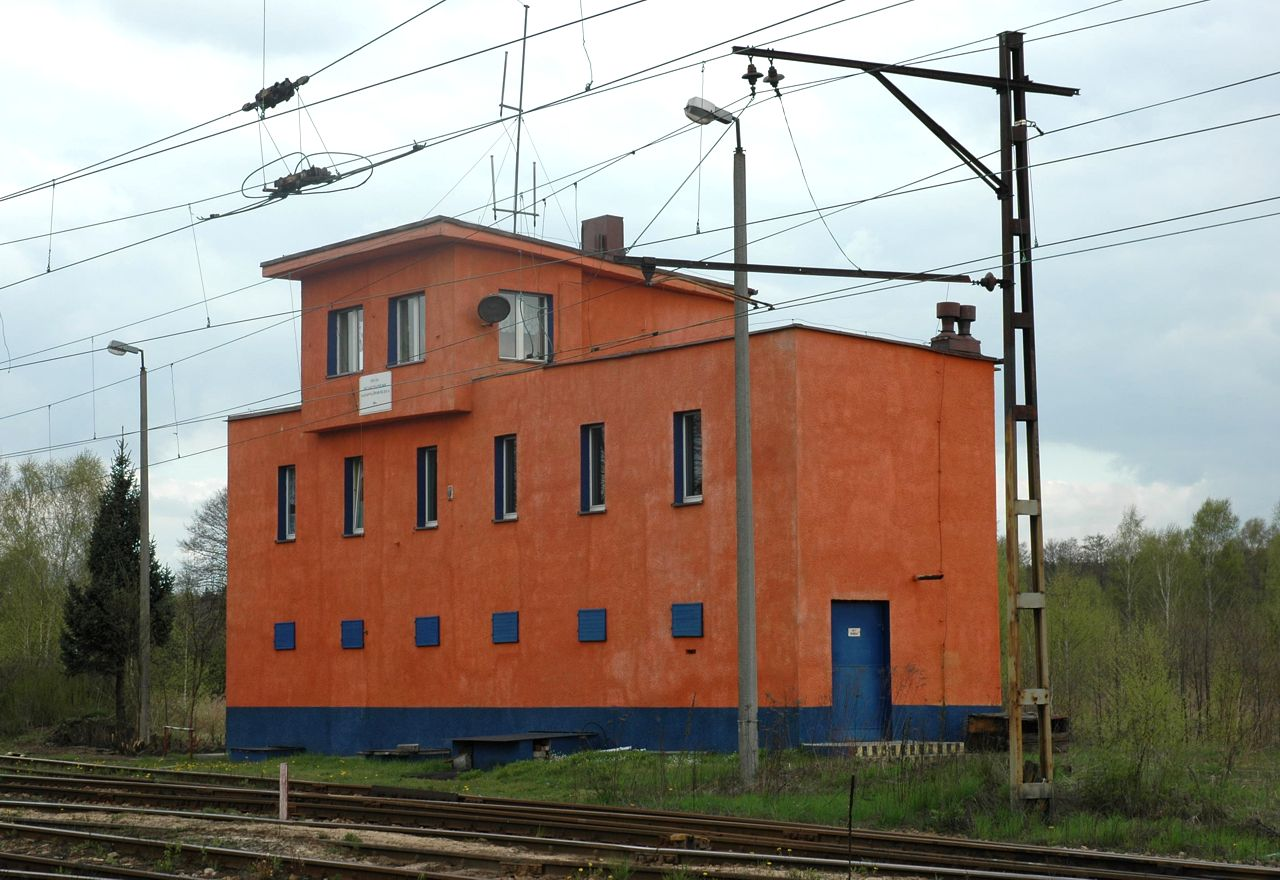
Nastawnia dysponująca na stacji kolei piaskowych Szczakowa Północ (2010 r.)

Z dokumentu rozgraniczającego wsie królewskie i biskupie, wydanego przez Zygmunta Starego w 1519 r., wiadomo że Szczakowa była wsią królewską i należała do starostwa będzińskiego.
W 1767 r. powstała tu pierwsza polska kopalnia węgla kamiennego na terenach I Rzeczypospolitej.
Rozwój miejscowości związany był z budową linii kolejowej Kraków – Mysłowice/Granica i powstaniem stacji Szczakowa w 1847 r. Dwa lata później powstał posterunek pocztowy. Niedaleko zbiegały się granice trzech mocarstw. Każdy, kto przekraczał w owym czasie granice, musiał przenocować lub chociaż przejechać przez stację w Szczakowej.
W 1903 r. – staraniem społeczeństwa został zbudowany kościół. Przy jego budowie zgromadzili się ludzie różnych wyznań i narodowości, którzy mieszkali wówczas w Szczakowej. W Szczakowej były zainstalowane pierwsze latarnie gazowe w parafii jaworznickiej. Powstało wiele zakładów, np. Fabryka Portland Cementu Szczakowa (w 1952 r. pod nazwą Cementownia Szczakowa), Kopalnia Piasku „Szczakowa”, huta szkła, rozlewnia gazu, fabryka amoniaku, garbarnia, zakłady dolomitowe. W zalanym kamieniołomie tych ostatnich obecnie znajduje się ośrodek nurkowy „Koparki” – słynny w całej Europie ze względu na czystość i przejrzystość wody.
W 1924 r. z inicjatywy społecznej został zbudowany budynek Polskiego Towarzystwa Gimnastycznego „Sokół”, później Dom Kultury im. Zdzisława Krudzielskiego. Od 2000 r. działa Koło Miłośników Szczakowej przy Towarzystwie Przyjaciół Miasta Jaworzna, prowadzące działalność społeczno-kulturalną, kultywujące tradycje historyczne i propagujące wiedzę o historii miejscowości wśród młodzieży i dorosłych.
W 1956 r., w wyniku ustawy przyłączeniowej, Szczakowa została przyłączona do Jaworzna jako jedna z dzielnic.

## Osoby związane ze Szczakową
- Hubert Linde – minister w II RP był w latach 1897–1905 naczelnikiem urzędu pocztowego w Szczakowej
- Antoni Popiel – rzeźbiarz, współwykonawca m.in. pomnika Kościuszki na Wawelu.
- Andrzej Wiktor Strach (1895–1940) – podpułkownik dyplomowany piechoty Wojska Polskiego
- Adolf Ulrych (1895–1940) – kapitan administracji Wojska Polskiego

## Nawiązania w literaturze
Losy fikcyjnego mieszkańca Jaworzna Szczakowej opisał Michał Witkowski w książce pt. Barbara Radziwiłłówna z Jaworzna-Szczakowej (wyd. „W.A.B.”, Warszawa 2007). Sam autor odwiedził tę dzielnicę, by dobrze się jej przyjrzeć i na tej podstawie oprzeć swoją powieść. Nie jest to dokładne odzwierciedlenie dzielnicy, a jedynie kilka detali zawartych w książce, jak chociażby ulica Kablowa, która znajduje się w zupełnie innym miejscu niż opisana w książce.

## Ciekawostki

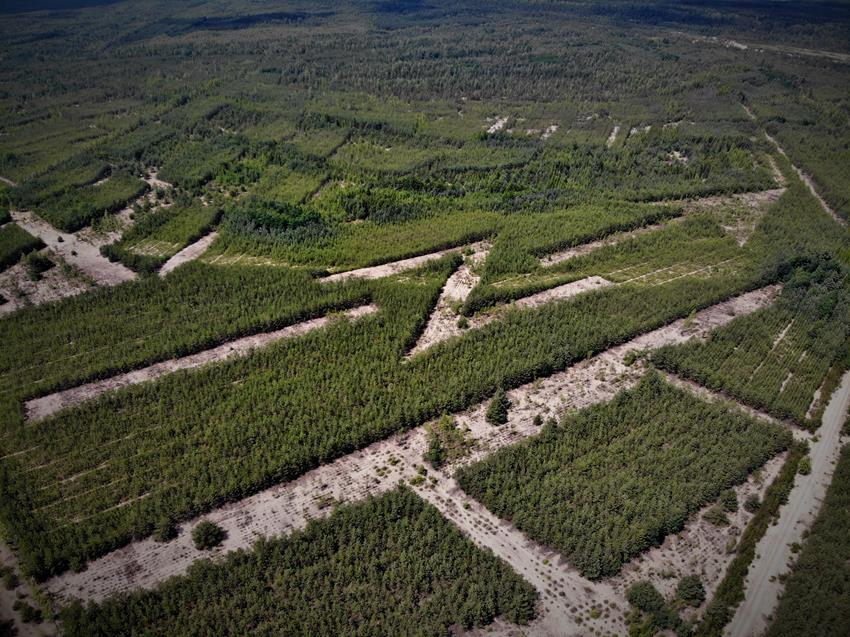
Znak I – lasy Bukowno

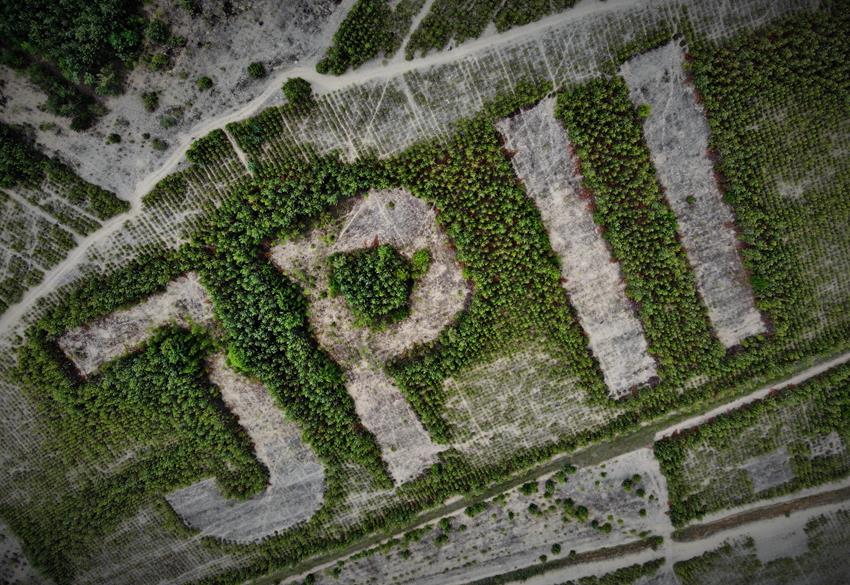
Znak II – lasy Bukowno

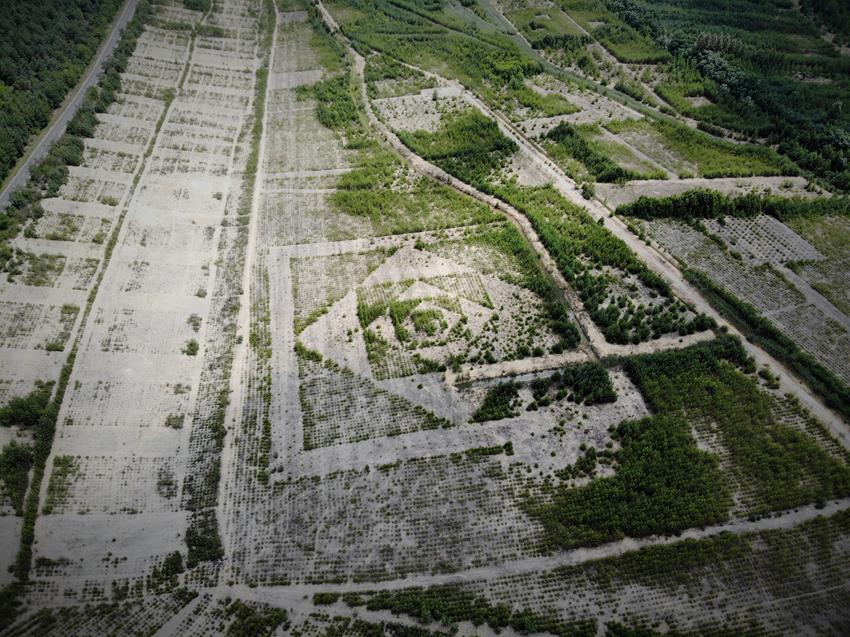
Znak III – lasy Bukowno

W Szczakowej znajdują się tereny byłej Kopalni Piasku „Szczakowa”. Większość tego obszaru poddawana jest rekultywacji poprzez zalesianie, nieprzerwanie od 1959 roku. Stosunek wielkości powierzchni zrekultywowanej do zajętej ogółem od początku działalności Kopalni stanowi 1:1,12 i jest jednym z najwyższych w całym przemyśle wydobywczym w Polsce.
W lasach rosnących na terenach byłej kopalni można znaleźć nietypowe przykłady land-artu, które powstały wskutek decyzji Nadleśnictwa Chrzanów. Znajdują się tam 3 znaki ułożone poprzez specyficzne nasadzenie drzew.

### Strzałka Północy „Kompas z Bukowna”
Powstała w 2000 roku. Tworzą ją sosny, brzozy i dęby czerwone. Jest czytelna jedynie z lotu ptaka. Zajmuje około 110 tysięcy metrów kwadratowych (około 15 pełnowymiarowych boisk do gry w piłkę nożną). Wskaźnik nazywany „Kompasem z Bukowna” jest prawdopodobnie jednym z największych na świecie znaków geodezyjno-topograficznych.

### JP II
Powstał w 2006 roku. Zajmuje około 30 tysięcy metrów kwadratowych powierzchni. To tyle ile 23 baseny olimpijskie lub cztery pełnowymiarowe boiska do gry w piłkę nożną.

### Kwadraty
Najmłodszy znak, jako jedyny może być dostrzeżony z ziemi, w dodatku jest najłatwiej dostępny ze wszystkich tych obiektów. Zajmuje 10 tysięcy metrów kwadratowych.